# Burchardivloed

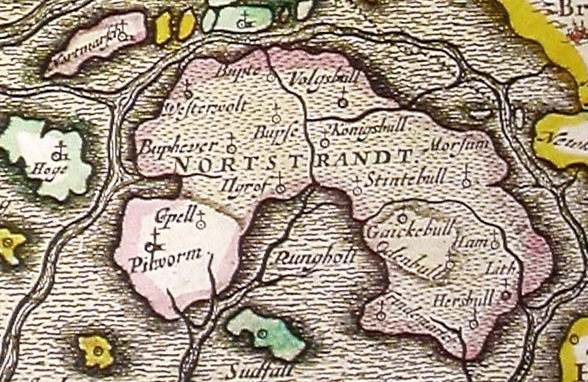
Deze kaart van Joan Blaeu (1662) toont het voormalige eiland Strand voordat het door de Burchardivloed werd uiteengereten

De Burchardivloed (ook wel: Tweede Grote Mandrenke) was een stormvloed langs de westkust van Sleeswijk-Holstein in de nacht van 11 op 12 oktober 1634, waarbij een groot aantal dijken doorbraken en tussen de 8.000 en 15.000 mensen verdronken. De vloed is vernoemd naar de heilige Burchardus van Würzburg, wiens naamdag echter op 14 oktober is.
De stormvloed trof de Waddenzeekust tussen Ribe en Brunsbüttel. Vooral  Strand, een groot Waddeneiland voor de kust van Noord-Friesland, werd zwaar getroffen. Het eiland werd in stukken gereten en zo'n 6.000 inwoners kwamen om. Van Strand resteerden alleen het eiland Pellworm en de hallig Nordstrandischmoor. De kwelders van Nordstrand werden twintig jaar later door Nederlandse kolonisten herbedijkt. Ook de eilandjes (halligen) Nieland en Nübbel verdwenen. Op het eiland Eiderstedt kwamen zo'n 2.000 mensen om. 
De Nederlandse waterbouwkundige Jan Adriaanszoon Leeghwater was ooggetuige van de stormvloed. Leeghwater was in Dagebüll (nabij Husum) om te werken aan de afsluiting van het Bottschlotter Tief. Hij legde zijn ooggetuigenverslag van de stormvloed vast in zijn Haarlemmermeer-boek (1641).
De Burchardivloed volgde bijna drie eeuwen na de Sint-Marcellusvloed (ook wel: Eerste Grote Mandrenke), een stormvloed die in 1362 de kusten van Sleeswijk-Holstein teisterde. De volgende stormvloed die de Nederlandse en Duitse kust zou treffen was de Sint-Pietersvloed van 1651, die echter weinig slachtoffers vergde.